# John Fredrix
John (Johnny) Fredrix (Geleen, 24 februari 1945 – Sittard, 2 februari 2008) was een Nederlands voetballer die speelde voor Fortuna '54, MVV, PSV, FSC en Roda JC. Hij moest vanwege een knieblessure op 26-jarige leeftijd stoppen als profvoetballer.

## Loopbaan

### Jeugdjaren
Hij begon met voetballen bij amateurclub VV Geleen in zijn geboorteplaats. Als getalenteerde speler ging hij in 1961 over naar de jeugdselectie van Fortuna '54. Hij maakte deel uit van het elftal dat in 1962 en 1963 deelnam aan het landkampioenschap voor jeugdteams. Dit elftal telde een aantal jeugdspelers die later in het betaald voetbal speelden, zoals Carel Breikers, Sef Horsels, Herman (Sip) Jacobs, Jo Pepels en Bert van de Wall.

### Terug bij Fortuna '54
Fredrix debuteerde op 30 maart 1964 als linksbuiten in het eerste elftal van Fortuna '54 in de thuiswedstrijd tegen SC Enschede in de Eredivisie. Bij Fortuna '54 kwam hij niet vaak aan spelen toe en hij vertrok in 1965 naar het Maastrichtse MVV. 
Op 27 mei 1965 maakte hij zijn debuut in Jong Oranje. In de uitwedstrijd tegen Italië (1-3) kwam hij in de 67e minuut als invaller in het veld voor Willy Brokamp.
Bij MVV liep hij al snel een knieblessure op die hem in zijn verdere loopbaan parten zou blijven spelen. Hij keerde na twee jaar terug bij Fortuna '54. De knieklachten verdwenen langzaamaan en hij kon steeds meer wedstrijden spelen. Medio 1968 fuseerde Fortuna '54 met Sittardia tot FSC.

### Beste jaar bij FSC
Door de fusie vertrokken veel spelers naar andere clubs. Fredrix bleef en beleefde zijn beste seizoen uit zijn loopbaan in het eerste jaar van FSC. Desondanks degradeerde de nieuwe fusieclub uit de Eredivisie. Hij werd met vijf doelpunten clubtopscorer en verdiende een transfer naar PSV. Bij PSV speelde de oude blessure weer op en hij onderging in februari 1970 een knieoperatie.

### Einde door knieblessure
Bij PSV kwam hij tot drie competitieduels in het eerste elftal.
Hij keerde na een jaar terug naar Limburg. Hij was herstellende na zijn knieoperatie en ging voetballen bij Roda JC dat uitkwam in de Tweede divisie. In het begin van het seizoen stond hij in de basis. Daarna moest hij toch weer afhaken met knieklachten. Zijn invalbeurt op 13 december 1970 thuis tegen Hermes DVS was op 25-jarige leeftijd zijn laatste optreden.
John Fredrix overleed na een slepende spierziekte op 62-jarige leeftijd in 2008 in zijn woonplaats Sittard.

## Clubstatistieken
| Seizoen | Club        | Land      | Competitie     | Competitie | Competitie | Beker | Beker | Internationaal | Internationaal | Overig | Overig | Totaal | Totaal |
| Seizoen | Club        | Land      | Competitie     | Wed.       | Dlp.       | Wed.  | Dlp.  | Wed.           | Dlp.           | Wed.   | Dlp.   | Wed.   | Dlp.   |
| ------- | ----------- | --------- | -------------- | ---------- | ---------- | ----- | ----- | -------------- | -------------- | ------ | ------ | ------ | ------ |
| 1963/64 | Fortuna '54 | Nederland | Eredivisie     | 1          | 0          | –     | 0     | 0              | 0              | 0      | 0      | 1      | 0      |
| 1964/65 | Fortuna '54 | Nederland | Eredivisie     | 6          | 3          | –     | 0     | 0              | 0              | 0      | 0      | 6      | 3      |
| 1965/66 | MVV         | Nederland | Eredivisie     | 14         | 1          | –     | 0     | 0              | 0              | 0      | 0      | 14     | 1      |
| 1966/67 | MVV         | Nederland | Eredivisie     | 9          | 1          | –     | 0     | 0              | 0              | 0      | 0      | 9      | 1      |
| 1967/68 | Fortuna '54 | Nederland | Eredivisie     | 21         | 2          | –     | 0     | 0              | 0              | 0      | 0      | 21     | 2      |
| 1968/69 | FSC         | Nederland | Eredivisie     | 28         | 5          | 1     | 0     | 0              | 0              | 0      | 0      | 29     | 5      |
| 1969/70 | PSV         | Nederland | Eredivisie     | 3          | 0          | –     | 0     | 0              | 0              | 0      | 0      | 3      | 0      |
| 1970/71 | Roda JC     | Nederland | Tweede divisie | 9          | 0          | 1     | 0     | 0              | 0              | 0      | 0      | 10     | 0      |
| Totaal  | Totaal      | Totaal    | Totaal         | 91         | 12         | –     | 0     | 0              | 0              | 0      | 0      | –      | 12     |